# Eridolius ungularis
Eridolius ungularis är en stekelart som beskrevs av Dmitriy R. Kasparyan 1984. Eridolius ungularis ingår i släktet Eridolius och familjen brokparasitsteklar. Inga underarter finns listade i Catalogue of Life.